# Cavendish-Dikdik
Das Cavendish-Dikdik (Madoqua cavendishi) ist eine Art der Dikdiks aus der Gruppe der Gazellenartigen. Ihr Verbreitungsgebiet befindet sich im nordwestlichen Tansania und westlichen Kenia. Dort bewohnen die Tiere trockenere und offene Busch- und Graslandschaften. Sie stellen die größten Vertreter aus der Verwandtschaftsgruppe des Kirk-Dikdiks dar. Äußerlich ähneln sie mit ihrem kleinen Kopf, langen Hals, kurzen Schwanz und langen Gliedmaßen den anderen Dikdiks. Lediglich die Männchen tragen Hörner, die eine kurze, spießartige Gestalt aufweisen. Als typisch für das Cavendish-Dikdik können der graugefärbte Rücken und die walnussbraunen Seiten herausgestellt werden. Letztere stehen in deutlichem Kontrast zur hellen Unterseite. Männliche und weibliche Individuen gehen stabile Paarbindungen ein und nutzen ein gemeinsames Territorium, dessen Grenzen markiert und verteidigt werden. Die Nahrung besteht vor allem aus weicher Pflanzenkost. Paare zeugen einmal im Jahr Nachwuchs. Die Art wurde im Jahr 1898 wissenschaftlich eingeführt, galt eine längere Zeit aber als Unterart des Kirk-Dikdiks. Chromosomenuntersuchungen in den 1990er Jahren führten zur Erkenntnis, dass es sich um eine eigenständige Art handelt. Seit Beginn des 21. Jahrhunderts ist das Cavendish-Dikdik wieder als unabhängig anerkannt. Zum Bestand liegen kaum Informationen vor.

## Merkmale

### Habitus
Das Cavendish-Dikdik ist der größte Vertreter aus dem Verwandtschaftskreis des Kirk-Dikdiks (Madoqua kirkii). Anhand von sechs untersuchten Individuen aus der Serengeti beträgt die Kopf-Rumpf-Länge 61 bis 70 cm und die Schulterhöhe rund 43 cm. Der Schwanz wird 6,0 bis 7,7 cm lang. Das Gewicht variiert zwischen 3,3 und 6,0 kg. Weibchen wiegen im Durchschnitt 5,3 kg und sind damit unwesentlich schwerer als Männchen mit 5,2 kg. Im äußeren Erscheinungsbild stimmen die Tiere weitgehend mit anderen Dikdiks überein. Sie haben einen kleinen Kopf, einen langen Hals sowie lange und schlanke Gliedmaßen. Typisch ist zudem die rüsselartig verlängerte Nase. Das Rückenfell zeigt beim Cavendish-Dikdik eine überwiegende Graufärbung. Die Seiten sind hingegen walnussfarben bis rötlichbraun mit einer breiten Übergangszone. Die Walnussfärbung greift auch auf die äußeren Beinseiten über. Der Bauch und die Beininnenseiten sind weißlich gefärbt, was bis zu den oberen Abschnitten der Vorder- und Hinterfüße reicht und damit weiter als bei anderen Dikdiks. Die helle Unterseite steht im deutlichen Kontrast zu den dunklen Seiten. Die Nase hebt sich wiederum walnussfarben bis rötlichbraun hervor, während die Stirn marmorfarben ist, durchsetzt mit schwarz. Ähnlich gefärbt ist der markante Stirnschopf. Die Ohren werden 7,0 bis 8,5 cm lang. Die Augen umschließt ein typischer weißlicher Ring. Hörner sind wie bei allen Dikdiks nur bei den Männchen ausgebildet. Sie haben eine kurze, spießatige Gestalt und zeigen an der Basis eine feine Riffelung. Ihre Länge liegt bei rund 6,5 bis 8,0 cm bei einem basalen Umfang von 4,0 bis 4,6 cm. Die Spitzen stehen 2,9 bis 3,8 cm auseinander.

### Schädel- und Gebissmerkmale
Der Schädel wird 11,6 bis 12,7 cm lang. Der hintere Hirnschädel ist deutlich gewinkelt, nach vorn weitet er sich auffallend. Auf dem Schädeldach verlaufen markante Rippeln, die weit auseinanderstehen. Die Nasenöffnung ist beim Cavendish-Dikdik verhältnismäßig größer, sowohl in der Weite als auch in der Tiefe, als bei anderen nahen Verwandten. Der große Naseninnenraum, der die Muskulatur der verlängerten Nase aufnimmt, bewirkt ein relativ kurzes Nasenbein. An der Schädelbasis sind die Paukenblasen aufgewölbt. Das Gebiss besteht aus 32 Zähnen mit folgender Zahnformel: {\displaystyle {\frac {0.0.3.3}{3.1.3.3}}}. Auf dem letzten unteren Molar kommt eine kleine dritte Leiste vor, was ein typisches Kennzeichen für die Verwandten des Kirk-Dikdiks bildet. Die obere Zahnreihe misst 3,6 bis 4,1 cm in der Länge.

## Verbreitung und Lebensraum

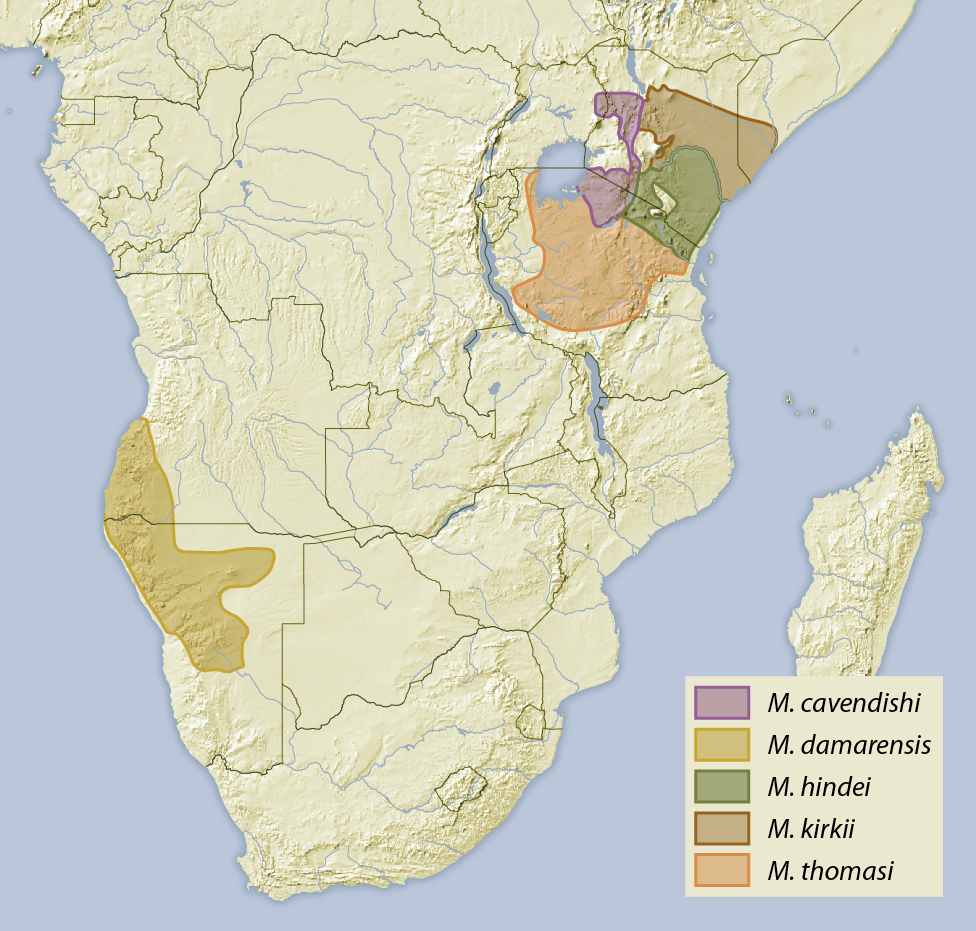
Verbreitungsgebiet des Kirk-Dikdik-Artkomplexes, das Vorkommen des Cavendish-Dikdiks ist violett markiert

Das Verbreitungsgebiet des Cavendish-Dikdiks liegt in Ostafrika. Es kommt dort überwiegend westlich des Östlichen Grabens vor. Die Südgrenze wird durch den Eyasi-See und die Mbulu-Hochebene im nördlichen Tansania markiert, die Westgrenze durch den Victoriasee. Nach Norden ist die Art bis in das zentrale Kenia nachgewiesen, wobei im Osten die trockenen Landschaften von Isiolo die Verbreitungsgrenzen bilden. Der Lebensraum schließt somit auch das bedeutende Serengeti-Masai-Mara-Ökosystem mit ein. Einige Autoren ziehen die Verbreitungsgrenze im Norden bis auf Höhe des Turkana-See, und westwärts bis in den Osten von Uganda, wodurch der Mount Elgon mit zum Lebensraum gehört. Die Ostgrenzen sind hier bei Kaisut und Chalbi (Danakil-Somalia) zu finden. Die Tiere leben sowohl in Buschlandschaften als auch in Wäldern und Savannengebieten. Im Lake-Nakuru-Nationalpark verteilt sich mehr als die Hälfte des Bestandes auf die Buschlandschaften und rund ein Fünftel auf offenes Grasland. In der Serengeti tritt das Cavendish-Dikdik auch in Kopjes-Gebieten auf. Teilweise überschneidet sich das Vorkommen mit dem des Günther-Dikdiks (Madoqua guentheri). In diesem Fall nutzt das Cavendish-Dikdik weniger trockene Landschaften als Lebensraum. Die Populationsdichte liegt in der Serengeti bei rund 24 Individuen je Quadratkilometer.

## Lebensweise

### Territorialverhalten
Die Lebensweise des Cavendish-Dikdiks ist in Teilen gut erforscht. Die Tiere sind tag- und nachtaktiv. In Landschaften mit spärlicher Vegetation besteht eine Tendenz zur nächtlichen Aktivität. Häufig bilden männliche und weibliche Individuen Paare, die über Jahre stabil sind. Sie nutzen gemeinsam ein Territorium. Die Paarbindung ist allerdings unabhängig von dem Territorium und beide Partner können ihr Gebiet auch verlassen. Die Reviergröße liegt bei 4 bis knapp 10 ha, in kargen Gebieten sind die Areale größer als in dicht bewachsenen. Die Grenzen werden mit Urin und Kothaufen markiert. Hierbei bedeckt das Männchen die Fäkalien des Weibchens mit seinen eigenen Absetzungen, ein Vorgang, der mitunter ritualisiert abläuft. Bei stark umkämpften Grenzbereichen können sich bis zu 10 Haufen auf 100 m Länge befinden, was gut dreimal so viel ist wie bei weniger umstrittenen Abschnitten. Die Verteidigung der Territorien wird vom Männchen ausgeübt, teilweise begleitet vom männlichen Nachwuchs. Konfrontationen finden mit erhobenem Kopf und gebuckeltem Rücken verbunden mit Sprüngen statt, wobei auch das Markieren mit Sekreten aus den Voraugendrüsen eine Rolle spielt. Sie können schlussendlich zu Kämpfen führen. Manchmal vertreibt dann eine ganze Familiengruppe eine andere aus ihrem Gebiet. Zur Ruhe setzen sich das männliche und weibliche Familienmitglied einander gegenüber. In Gefahrensituationen fliehen die Tiere. Die Fluchtdistanz variiert zwischen 10 und 30 m in Landschaften mit dichtem und zwischen 100 und 150 m in solchen mit spärlichem Pflanzenbewuchs.

### Ernährung und Energiehaushalt
Wie andere Dikdiks auch ernährt sich das Cavendish-Dikdik überwiegend von weicher Pflanzenkost, die selektiv aufgenommen wird. Die Nahrung zupfen die Tiere an Büschen und Bäumen wie etwa Akazien. Sie spielen eine wichtige Rolle bei der Regeneration der Pflanzendecke. Untersuchungen in der Serengeti zufolge keimen 11 % der Samen verschiedener Akaziengewächse, die den Verdauungstrakt des Cavendish-Dikdiks passiert haben, während es bei solchen ohne einen derartigen Durchgang nur 3 % sind. Außerdem werden erstere nur zu rund 45 % von Käfern der Art Bruchidius spadiceus befallen, letztere hingegen zu über 90 %.
Ein Großteil des Flüssigkeitsbedarfs decken die Tiere über die Nahrung, hinzu kommen Tau und Regen, die teilweise von der Nase geleckt werden. Dadurch ist das Cavendish-Dikdik weitgehend unabhängig von stehenden und fließenden Gewässern. Zum Überleben in den eher trockenen Lebensräumen vermögen die Tiere ihren Urin zu konzentrieren, zudem ist der Kot durch Wasserentzug sehr trocken. Dadurch liegt der Wasserverlust durch Ausscheidungen bei nur rund 22 %. Außerdem hecheln sie. Die Körpertemperatur beträgt im Durchschnitt 38,7 °C, steigt in den heißen Tagesabschnitten jedoch bis auf 43 °C an. Die Abkühlung erfolgt mit gut 95 % weitgehend über Verdunstung von Wasser auf der Körperoberfläche.

### Fortpflanzung
Paarungen sind vermehrt im Zeitraum vom Dezember bis Januar und Juni bis Juli zu beobachten. Die Geburten erfolgen dadurch von April bis Juni und November bis Dezember. Die Tragzeit dauert dadurch rund 175 Tage. Ein Weibchen kann im Alter von 15 bis 18 Monaten ihr erstes Junges gebären. Die Embryonen entwickeln sich fast ausschließlich im rechten Horn der Gebärmutter. In der Regel kommt nur ein Junges pro Geburt zur Welt. Dieses kann innerhalb von 15 Minuten stehen und saugt bereits wenige Stunden später erstmals Milch. In den ersten zwei bis drei Wochen bleibt der Nachwuchs im Dickicht versteckt. Die Saugphase währt rund fünf Monate, die erste feste Nahrung nimmt ein Junges aber bereits nach eins bis fünf Wochen zu sich. Der männliche Nachwuchs wird im Alter von sechs bis neun Monaten vom Männchen verjagt. Dieser ist dann alt genug, ein eigenes Territorium und Paar zu gründen, die Hörner haben aber erst die Hälfte der Länge der der ausgewachsenen Männchen erreicht. Rund 81 % der Weibchen bringen jährlich Nachwuchs zur Welt, zumeist zieht ein Paar einmal im Jahr ein Junges auf. Das Geschlechterverhältnis innerhalb einer Population ist relativ ausgewogen und liegt bei jeweils 43 bis 45,5 %. Männliche Tiere weisen aber mit 16 % eine höhere Sterblichkeit auf als weibliche mit 7 %. Der Anteil der Jungen schwankt zwischen 9 und 14 %. Die natürliche Lebenserwartung beträgt zehn Jahre und mehr.

### Parasiten
An äußeren Parasiten sind Zecken und Läuse belegt. Innere Schmarotzer kommen unter anderem mit Zungenwürmern vor. Häufig tritt ein starker Befall mit Bandwürmern auf, Fadenwürmer sind hingegen selten.

## Systematik
Das Cavendish-Dikdik ist eine Art aus der Gattung der Dikdiks (Madoqua) und der Familie der Hornträger (Bovidae). Die Gattung bildet innerhalb der Familie einen Teil der Unterfamilie der Antilopinae und wird hierin zur Tribus der Gazellenartigen (Antilopini) gestellt. Als nächste Verwandten der Dikdiks kommen die Beira und die Arten der Gattung Raphicerus in Betracht. Alle drei Gattungen lassen sich in der Untertribus der Raphicerina zusammenfassen. Die Dikdiks gehören zu den kleinen Antilopen des östlichen und südwestlichen Afrikas. Äußerlich eine homogene Gruppe, wurden sie ursprünglich aber in zwei Gattungen aufgeteilt. Heute sind diese jedoch als Untergattungen anzusehen. Die Untergattung Madoqua gruppiert sich um das Eritrea-Dikdik (Madoqua saltiana), bei der Untergattung Rhynchotragus stellt das Kirk-Dikdik (Madoqua kirkii) die zentrale Form dar. Im Unterschied zu letzterer Gruppe weist erstere einen längeren Mittelkieferknochen und längere Nasenbeine sowie einen kleineren Naseninnenraum auf. Darüber hinaus fehlt ihren Angehörigen die dritte Leiste am letzten unteren Mahlzahn, die bei den Rhynchotragus-Formen ausgebildet ist. Die Vertreter der Rhynchotragus-Gruppe sind außerdem etwas größer als die der Madoqua-Gruppe. Die Tiere sind an trockene Klimaverhältnisse angepasst, worauf die Gestaltung der Nase als sehr flexibles, bewegliches Organ hindeutet, etwa vergleichbar zu der Saiga-Antilope. Aufgrund der anatomischen Gegebenheiten der vorderen Schnauze ist die rüsselartige Nase bei Rhynchotragus deutlicher ausgeprägt. Laut genetischen Analysen vollzog sich die Trennung der beiden Linien im Übergang vom Miozän zum Pliozän vor rund 5 Millionen Jahren.

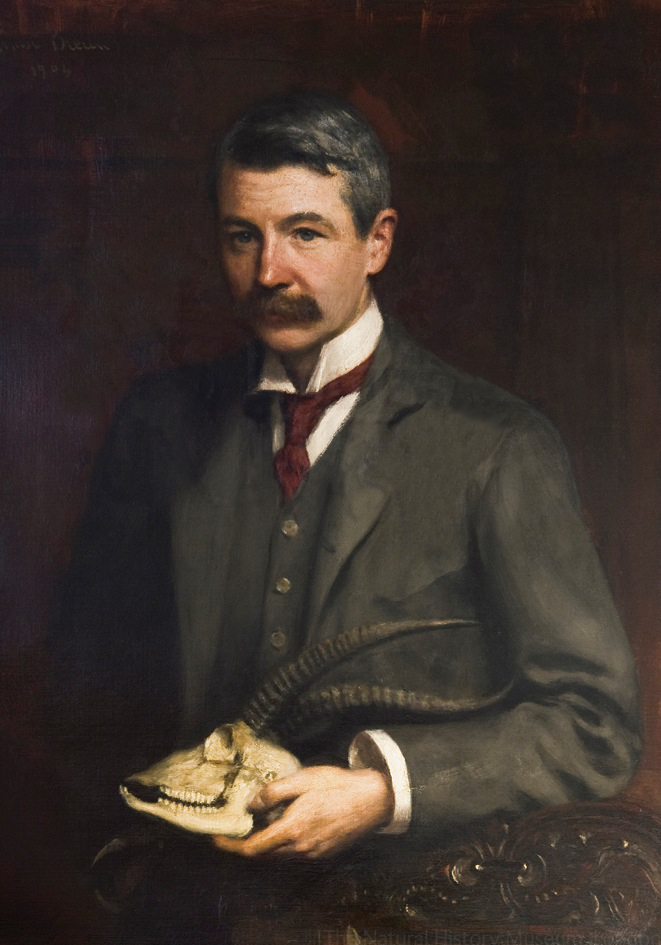
Oldfield Thomas

Das Cavendish-Dikdik wurde von Oldfield Thomas im Jahr 1898 wissenschaftlich erstbeschrieben. Er verwendete dafür den Schädel und das Fell eines nicht ausgewachsenen männlichen Individuums, wobei für Thomas unklar war, ob beide zusammengehören. Den Holotyp hatte Henry Sheppard Hart Cavendish während seiner Reise von Somalia zum Turkana-See im Jahr 1897 aufgesammelt und dem British Museum übergeben. Ihm zu Ehren benannte Thomas die Art. Die genaue Herkunft des Tieres war nicht eindeutig und Thomas gab diese daher nur vage mit der Region um den Turkana-See im heutigen nordwestlichen Kenia an. Theodore Roosevelt und Edmund Heller gaben allerdings 1914 zu Bedenken, dass das Individuum größere Ähnlichkeiten mit Formen weiter südlich habe und änderten die Fundregion in das Gebiet südlich des Baringosees ab (welches von Cavendish ebenfalls besucht worden war), was heute als Typuslokalität angesehen wird. In der Regel werden dem Cavendish-Dikdik keine Unterarten zugeordnet. Jedoch führte Einar Lönnberg im Jahr 1912 die Form M. c. minor vom Flussgebiet des Uaso Nyiro im zentralen Kenia ein. Dieser sehr kleine Vertreter wird heute weitgehend dem Kirk-Dikdik zugesprochen. Als Synonym hingegen gilt M. langi, das von Joel Asaph Allen im Jahr 1909 anhand eines weiblichen Tiers vom Elmenteitasee im südwestlichen Kenia benannt worden war.
In der zweiten Hälfte des 20. Jahrhunderts führte William Frank Harding Ansell alle bis zu diesem Zeitpunkt weitgehend als eigenständig anerkannten Formen der Untergattung Rhynchotragus zu zwei großen Arten zusammen: das Kirk-Dikdik und das Günther-Dikdik (Madoqua guenther). Ersterem wurde durch diese Revision neben dem Cavendish-Dikdik auch das Thomas-Dikdik (Madoqua thomasi), das Damara-Dikdik (Madoqua damarensis) und das Hinde-Dikdik (Madoqua hindei) als Unterarten zugesprochen. In einigen Systematiken vereinte das Cavendish-Dikdik je nach Auffassung auch das Thomas-Dikdik oder das Hinde-Dikdik als Synonyme. Die Einbindung der genannten Vertreter in das Kirk-Dikdik formten eine Metapopulation mit größerer morphologischer Variation und weiter räumlicher Verbreitung. Allerdings hoben bereits zum Ende des 20. Jahrhunderts mehrere Systematiken hervor, dass das Kirk-Dikdik im weiteren Sinne möglicherweise mehr als eine Art umfasst. Darauf aufmerksam wurden Wissenschaftler durch unfruchtbare männliche Nachkommen gekreuzter Individuen bei Zootieren. Spätestens ab den 1980er Jahren erbrachten dann Cytogenetische Untersuchungen weitere Hinweise. Durch diese konnten insgesamt vier verschiedene Karyotypen beim Kirk-Dikdik im weiteren Sinne festgestellt werden. Das Cavendish-Dikdik besitzt laut den Studien einen diploiden Chromosomensatz von 2n = 46–47 und eine fundamentale Anzahl von 56–59 (Anzahl der Arme der Autosomen). Der Karyotyp schließt allerdings das Hinde-Dikdik mit ein. Dennoch unterscheidet er sich deutlich von anderen ostafrikanischen Dikdiks der näheren Verwandtschaft wie etwa dem eigentlichen Kirk-Dikdik (Chromosomensatz 2n = 46, fundamentale Anzahl = 48) oder dem Thomas-Dikdik (Chromosomensatz 2n = 48, fundamentale Anzahl = 52). Einige Autoren nahmen dies in der Folgezeit als Basis und sahen das Kirk-Dikdik im weiteren Sinne als Artenschwarm an. Eine Revision der Huftiere, erstellt von Colin P. Groves und Peter Grubb im Jahr 2011, teilte daraufhin das Kirk-Dikdik in mehrere Arten auf. Das Cavendish-Dikdik erhielt in diesem Zuge seinen eigenständigen Artstatus zurück.

## Bedrohung und Schutz
Das Cavendish-Dikdik wird von der IUCN nicht als eigenständig betrachtet, sondern dem Kirk-Dikdik zugewiesen. Dessen Gesamtbestand stuft die Naturschutzorganisation als „nicht gefährdet“ (least concern) ein. In der Serengeti werden rund 32.000 Individuen vermutet.